# Adolf Grünbaum
Adolf Grünbaum (* 15. Mai 1923 in Köln; † 15. November 2018) war ein aus Deutschland stammender US-amerikanischer Physiker, Philosoph und Wissenschaftstheoretiker.

## Leben
Adolf Grünbaum wurde 1923 als ältestes Kind des Geschäftsmanns Benjamin Grünbaum (* 1891) und dessen Ehefrau Anna (* 1893) geboren. Er wuchs mit seinen beiden jüngeren Geschwistern, seiner Schwester Susanne und seinem Bruder Norbert, in Köln (Rubensstr.) auf. Der Rabbiner der Synagoge, die die Familie besuchte, bezog sich in seinen Andachten oft auf Kant und Hegel und weckte hierdurch Grünbaums Interesse an der Philosophie.
Nach vier Jahren Volksschule besuchte er das von Erich Klibansky geleitete Jawne-Gymnasium in Köln.
1938 floh seine Familie vor den Nazis über Belgien/Antwerpen in die USA/New York. Die meisten seiner Verwandten flohen ebenfalls nach Belgien, verblieben dort, gerieten nach dem  Überfall Belgiens durch die deutsche Wehrmacht im Mai 1940 in die Gewalt der Nazis und kamen in Vernichtungslagern Osteuropas ums Leben.
Leo Grünbaum, ein Onkel Adolf Grünbaums, der bereits vor 1933 in die USA emigriert war, nahm die Familie auf, bevor sie in ein Appartement in Brooklyn zog. Grünbaums Vater war aufgrund von Misshandlungen durch die Gestapo Invalide und nicht in der Lage, Arbeit aufzunehmen. Deshalb musste die Mutter für den Unterhalt der Familie sorgen.
Grünbaum ging in Folge nicht in Brooklyn zur Schule, sondern fuhr mit der U-Bahn eineinhalb Stunden zur DeWitt Clinton High School in der Bronx, weil einer seiner Freunde aus Köln, dessen Familie ebenfalls in die USA emigriert war, dort zur Schule ging.
Ab 1940 studierte er Physik und Philosophie an der Wesleyan University in Middletown (Connecticut). Dort erhielt Grünbaum 1943 den akademischen Grad eines B.A. in Mathematik und Philosophie. Er wurde amerikanischer Soldat im Zweiten Weltkrieg. Im besetzten Deutschland wirkte er an den Verhören von Ludwig Bieberbach und Philipp Lenard mit. An der Yale University erwarb er den M.Sc. in Physik (1948) und den Ph.D. in Philosophie (1951).
1949 heirateten Adolf Grünbaum und die Physikerin Thelma Bravermann. Der Ehe entstammt eine Tochter.
Ab 1950 lehrte Grünbaum an der Lehigh University in Bethlehem und an der University of Minnesota. 1960 wurde er Andrew Mellon Professor für Philosophie an der University of Pittsburgh. In dieser Eigenschaft gründete er im selben Jahr das Zentrum für Wissenschaftsphilosophie (Center for Philosophy of Science), dessen Direktor er bis 1978 war. Als Modell für das Gründungsvorhaben diente das von Herbert Feigl im Jahr 1953 gegründete Minnesota Center for Philosophy of Science. Für Vorlesungen konnte Grünbaum u. a. folgende Wissenschaftler gewinnen: Ernst Caspari, Paul Feyerabend, Carl Gustav Hempel, Ernest Nagel, Michael Scriven und Wilfrid Sellars. Ab 1979 war Grünbaum an der University of Pittsburgh auch Research Professor für Psychiatrie. Zu seinen Gastvorlesungen gehörten die Gifford Lectures an der schottischen University of St Andrews (1985) und die Werner-Heisenberg-Vorlesungen an der Bayerischen Akademie der Wissenschaften in München (1985).
Grünbaum veröffentlichte über physikalische Kosmologie und über Themen zur Wissenschaftstheorie. Er leistete grundlegende Arbeiten zur Philosophie von Raum und Zeit, speziell zur räumlichen und zeitlichen Kongruenzrelation.

## Auszeichnungen
- Ehrendoktorwürde im Fachbereich Philosophie der Universität Konstanz
- 1976: Aufnahme in die American Academy of Arts and Sciences
- 2013: Großes Bundesverdienstkreuz[4]
- 2013: Ehrendoktorwürde der Philosophischen Fakultät der Universität zu Köln

## Veröffentlichungen
- Philosophical Problems of Space and Time. Reidel, Dordrecht / Boston 1963, zweite und erweiterte Auflage 1974, ISBN 978-90-277-0357-6.
- Geometrie, Zeitmessung und Empirismus. In: Archiv für Philosophie. 12/3,4, 1963, S. 179–351.
- Modern Science and Zeno’s Paradoxes. Zweite Auflage 1968. Wesleyan University Press, Middletown 1967.
- Geometry and Chronometry in Philosophical Perspective. University of Minnesota Press, Minneapolis 1968.
- The Foundations of Psychoanalysis. A Philosophycal Critique. University of California Press, Berkeley / Los Angeles / London 1984, ISBN 0-520-05016-9.
  - Deutsche Ausgabe: Die Grundlagen der Psychoanalyse. Eine philosophische Kritik. Aus dem Englischen übersetzt von Christa Kolbert. Reclam, Stuttgart 1988, ISBN 3-15-028459-7.
- Psychoanalyse in wissenschaftstheoretischer Sicht. Zum Werk Sigmund Freuds und seiner Rezeption. Universitätsverlag Konstanz, Konstanz 1987, ISBN 3-87940-296-5.
- Kritische Betrachtungen zur Psychoanalyse. Adolf Grünbaums „Grundlagen“ in der Diskussion. Herausgegeben von Adolf Grünbaum. Springer, Berlin u. a. 1991, ISBN 3-540-52555-6.
- Validation in the Clinical Theory of Psychoanalysis. A Study in the Philosophy of Psychoanalysis. International University Press, Madison 1993, ISBN 0-8236-6722-7.
- Scientific Rationality, the Human Condition, and 20th Century Cosmologies. Gesammelte Werke Band 1, herausgegeben von Thomas Kupka. Oxford University Press, New York 2013, ISBN 978-0-19-998992-8.[5]